# Biblijna Szkoła Strażnicy – Gilead
Biblijna Szkoła Strażnicy – Gilead (ang. Watchtower Bible School of Gilead) – szkoła kształcąca misjonarzy Świadków Jehowy, założona przez Towarzystwo Strażnica w 1943 roku w South Lansing w stanie Nowy Jork w Stanach Zjednoczonych. Od 1995 roku mieści się w Centrum Szkoleniowym Towarzystwa Strażnica w Patterson w stanie Nowy Jork. Program szkolenia oparty jest przede wszystkim na Piśmie Świętym, a koncentruje się na działalności ewangelizacyjnej. Program zajęć w Szkole Gilead opracowuje i realizuje Dział Szkoleń Teokratycznych pod nadzorem Komitetu Nauczania Ciała Kierowniczego. 14 września 2024 roku naukę zakończyła 156. klasa.
Nazwa Szkoły Gilead nawiązuje do regionu Gilead w starożytnym Izraelu i oznacza „kopiec świadectwa”.

## Historia

### Pierwsi misjonarze
W pierwszych dziesięcioleciach XX wieku Świadkowie Jehowy rozpoczęli działalność misyjną prowadzoną w różnych częściach świata. W gronie ówczesnych misjonarzy byli między innymi: Edwin Skinner, George Wright, Claude Goodman i Ron (Ronald) Tippin, którzy głosili w Indiach, William R. Brown, który rozpoczął działalność w Afryce Zachodniej, George Young działający m.in. na wyspach Morza Karaibskiego i w krajach Ameryki Południowej, Robert Nisbet w krajach afrykańskich, Juan Muñiz w Hiszpanii i krajach Ameryki Południowej, Frank Dewar w krajach Azji Południowo-Wschodniej, Käthe Palm głosząca w osiedlach górniczych i na ranczach w Chile, Evander J. Coward działający na obszarze państw karaibskich, Robert R. Hollister w Azji Południowo-Wschodniej, William Johnston, Thomas Walder i George Phillips w krajach południowej Afryki oraz Adolf Weber w Szwajcarii, Belgii, Francji i we Włoszech. Działalność misjonarska była więc prowadzona na niewielką skalę.

### Założenie Szkoły Gilead

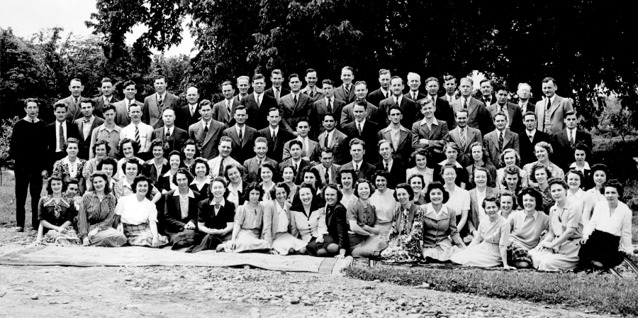
Absolwenci pierwszej klasy Biblijnej Szkoły Strażnicy – Gilead
(1943)

W trakcie trwania II wojny światowej działalność i/lub literatura Świadków Jehowy w wielu krajach były zakazane. Jednakże we wrześniu 1942 roku Świadkowie Jehowy zorganizowali 85 zgromadzeń pod hasłem „Nowy świat”. W głównym mieście kongresowym w Cleveland w stanie Ohio Nathan H. Knorr, wybrany w styczniu tego samego roku na stanowisko trzeciego prezesa Towarzystwa Strażnica, wygłosił przemówienie pod tytułem: „Pokój – czy może być trwały?” Wskazywał w nim, że mimo trwającej wojny musi nastąpić pokój. Opracowano plany wykorzystania tego okresu pokoju do zwiększenia działalności głoszenia. Zarząd Towarzystwa Strażnica, który stanowił ówczesne Ciało Kierownicze Świadków Jehowy, postanowił otworzyć szkołę misjonarską. Na początku stycznia 1943 roku grupie 100 pionierów rozesłano poufne zaproszenia. Było wśród nich 49 mężczyzn i 51 kobiet (zarówno małżeństw jak i osób w stanie wolnym). Grupa ta utworzyła 1. klasę studentów pięciomiesięcznego szkolenia rozpoczynając działalność Szkoły Gilead. 1 lutego 1943 roku w uroczystym otwarciu szkoły udział wzięli członkowie zarządu Towarzystwa Strażnica. Zaproszono również wykładowców, przyjaciół i krewnych pierwszych studentów. Wśród mówców byli Frederick W. Franz i William E. Van Amburgh. Zakończenie nauki przez pierwszą klasę miało miejsce 23 czerwca 1943 roku.
Do pierwszych pięciu klas zapraszano studentów wyłącznie ze Stanów Zjednoczonych – pierwszą klasą międzynarodową była klasa szósta (1945/1946). 30 Absolwentów pierwszej klasy planowano wysłać do Meksyku. Studenci klasy ósmej po raz pierwszy pochodzili z 18 krajów. Do dziewiątej klasy zaproszono grupę 64 pionierów z Quebecu, których po ukończeniu szkolenia skierowano do różnych miejscowości w Quebecu w celu zakładania nowych zborów. Do klasy jedenastej zaproszono ponad 20 osób japońskiego pochodzenia bądź gotowych udać się do Japonii. W początkowym okresie działalności Szkoły Gilead misjonarze byli wysyłani na tereny zagraniczne, gdzie głosicieli było niewielu lub nie było ich wcale. W pierwszych 10 latach działalności ukończyło ją przeszło 2000 misjonarzy. W roku 1955 w terenie usługiwało 1814 misjonarzy.
Pierwotnie szkoła nosiła nazwę Biblijne Kolegium Strażnicy – Gilead (ang. Watchtower Bible College of Gilead), później nazwa została zmieniona na obecną. W 1953 roku Szkołę Gilead wpisano do wykazu zatwierdzonych uczelni przez władze Stanów Zjednoczonych, a 30 kwietnia 1954 roku umieszczono ją w publikacji Educational Institutions Approved by the Attorney General. Początkowo mieściła się na Farmie Królestwa w South Lansing w pobliżu miasta Ithaca w stanie Nowy Jork. W 1961 roku szkołę przeniesiono do Biura Głównego w nowojorskim Brooklynie, a w 1988 roku na Farmy Strażnicy do Wallkill w stanie Nowy Jork, gdzie zajęcia rozpoczęły się 17 października. Od kwietnia 1995 roku zajęcia odbywają się w Centrum Szkoleniowym Towarzystwa Strażnica w Patterson w stanie Nowy Jork.
W latach 1961–1965 pięć klas Szkoły Gilead objęto dłuższym cyklem nauczania. Klasy te składały się głównie z członków rodzin Betel, których przeszkolono w sprawach dotyczących kierowania Biurem Oddziału. Jesienią 1965 roku przywrócono pięciomiesięczny program zajęć a także ponownie położono nacisk na kształcenie misjonarzy.
Prowadzono również filie tej szkoły w Meksyku (w latach 1980–1981, w j. hiszpańskim), w Niemczech (w latach 1981–1982 i w roku 1984 i w roku 1992, w j. niemieckim) oraz w Indiach (w 1983 roku, w j. angielskim).
W 1993 roku minęło 50 lat od założenia Szkoły Gilead i w związku z tym na kongres międzynarodowy pod hasłem „Pouczani przez Boga” zaproszono do swoich rodzinnych krajów 1167 misjonarzy, którzy opowiedzieli krótkie relacje z prowadzonej działalności kaznodziejskiej. Po raz kolejny takie zaproszenia wystosowano w roku 1998 w związku z kongresem międzynarodowym pod hasłem „Boża droga życia” oraz w roku 2014 na kongres międzynarodowy pod hasłem „Szukajmy najpierw Królestwa Bożego!”, z którego skorzystało około 4300 misjonarzy.

### Zmiana profilu studentów
Od 132. klasy, która rozpoczęła naukę 24 października 2011 roku do Szkoły Gilead przyjmuje się wyłącznie specjalnych sług pełnoczasowych – pionierów specjalnych, nadzorców obwodu z żonami, betelczyków, a także misjonarzy terenowych, którzy jeszcze nie ukończyli tej szkoły. Od tamtego czasu 182 absolwentów weszło w skład Komitetów Oddziałów lub Komitetów Krajów. W związku z pandemią COVID-19 od marca 2020 roku do sierpnia 2020 roku zajęcia nowych klas zostały przełożone. 
W marcu 2020 roku w związku z pandemią COVID-19 w uroczystości zakończenia nauki 148. klasy nie brali udziału zaproszeni goście. W tym samym miesiącu miała rozpocząć szkolenia 149. klasa. Przed ogłoszeniem lockdownu, z 14 krajów dotarło 25 studentów z 50 zaproszonych. Po zniesieniu ograniczeń nałożonych przez władzę na uczelnie, klasa ta, w ścisłym reżimie sanitarnym, rozpoczęła naukę w sierpniu 2020 roku, a zakończyła 16 stycznia 2021 roku (nie zostało zorganizowane uroczyste zakończenie nauki tej klasy z zaproszonymi gośćmi). Natomiast we wrześniu 2021 roku w uroczystości zakończenia 150 klasy brały udział tylko osoby z Betel. Wszyscy absolwenci tej klasy pochodzili ze Stanów Zjednoczonych.
Z nauki w tej szkole mogą skorzystać małżeństwa będące co najmniej trzy lata po chrzcie, mające od 21 do 38 lat. Kandydaci muszą biegle posługiwać się językiem angielskim w mowie i piśmie, cieszyć się dobrym zdrowiem oraz wyrazić gotowość wyjazdu na teren zagraniczny.
Do września 2024 roku szkołę ukończyło około 9 tysięcy studentów w 156 klasach. Absolwenci wszystkich klas zostali skierowani do przeszło 170 krajów. Wśród absolwentów: , w grudniu 2010 roku, w marcu 2013 roku, we wrześniu 2014 i 2015 roku, w marcu 2016 i 2018 roku, we wrześniu 2018 roku w marcu 2019 roku oraz we wrześniu 2024 roku, wśród absolwentów: 129., 136., 137., 139. 140., 144., 145., 146., 148. oraz 156. klasy Szkoły Gilead, znaleźli się absolwenci z Polski (lub skierowani do Polski).

### Uroczyste wręczenie dyplomów
Po zakończeniu nauki odbywa się uroczyste rozdanie dyplomów i przydział terenu misjonarskiego. Na tę uroczystość zaprasza się również innych obserwatorów.
30 lipca 1950 roku uroczystość rozdania dyplomów 120 absolwentom 15. klasy po raz pierwszy odbyła się wyjątkowo na międzynarodowym kongresie Świadków Jehowy pod hasłem „Rozrost Teokracji”, na nowojorskim stadionie Yankee. Po raz drugi na tym stadionie taka uroczystość miała miejsce, 19 lipca 1953 roku, kiedy 127 absolwentom 21. klasy wręczono dyplomy na międzynarodowym kongresie Świadków Jehowy pod hasłem „Społeczeństwo Nowego Świata”. Rok później uroczystość wręczenia dyplomów 116 studentów z 23. klasy miała miejsce na kongresie w Toronto. W 1955 roku uroczystość ta miała znowu miejsce na nowojorskim stadionie Yankee, w czasie kongresu międzynarodowego pod hasłem „Tryumfujące Królestwo”. 102 studentów 25. klasy otrzymało dyplomy. Również 103 studentów 31. klasy otrzymało dyplomy w czasie kongresu międzynarodowego pod hasłem „Wola Boża”, który w 1958 roku odbył się na tym stadionie.

### Misjonarz terenowy
Misjonarzem terenowym od kwietnia 2015 roku może zostać absolwent Kursu dla Ewangelizatorów Królestwa. Najpierw pełni służbę jako tymczasowy pionier specjalny, a miejscowy Komitet Oddziału co roku analizuje jego działalność kaznodziejską. Jeżeli ma potencjał, jest zalecany jako kandydat na misjonarza terenowego. Nowo zamianowany misjonarz terenowy otrzymuje przydział terenu działalności na 3 lata. Po tym czasie jeśli chce dalej kontynuować służbę, Komitet Służby Biura Oddziału rozpatruje taką prośbę.
Dział Podróży w Biurze Głównym kupuje bilety lotnicze dla zaproszonych studentów. W uzyskaniu wiz pomaga Dział Prawny w Biurze Głównym. W związku z pandemią COVID-19 od marca 2020 roku nauka w Szkole Gilead (do sierpnia 2020) i na Kursie dla Ewangelizatorów Królestwa (do końca 2022 roku została tymczasowo zawieszona).
W 2021 roku na całym świecie działało 3090 misjonarzy terenowych. Zostali przydzielani do zborów, w których są potrzeby związane z głoszeniem. Dodatkowo 1001 misjonarzy terenowych usługiwało w charakterze nadzorców obwodów i ich żon.

## Zakres szkolenia
Szkolenie to kładzie nacisk na studiowanie Biblii i na sprawy organizacyjne Świadków Jehowy (przedmioty to m.in.: nauki biblijne, przemawianie publiczne, służba polowa, służba misjonarska, dzieje religii, prawo Boże, prawo międzynarodowe, stosunki z władzami, prowadzenie dokumentacji oraz język obcy). W czasie nauki studenci szkoły analizują też każdy werset biblijny oraz uczestniczą w działalności kaznodziejskiej.
Absolwenci udający się na tereny misyjne, w rejony gęsto zaludnione, mają wywierać największy wpływ na dzieło głoszenia oraz na działalność zborową miejscowych głosicieli, umacniając ich wiarę. Zamiast świadczenia ludziom potrzeb materialnych, ich praca misyjna koncentruje się na głoszeniu, że jedynym trwałym rozwiązaniem problemów ludzkości jest Królestwo Boże. Ciało Kierownicze posługuje się Szkołą Gilead, by prowadzić specjalistyczne szkolenia teokratyczne dla niektórych pionierów specjalnych, misjonarzy działających w terenie, którzy jeszcze nie ukończyli tej Szkoły, nadzorców podróżujących oraz wolontariuszy Biur Oddziałów tzw. betelczyków. Doświadczone małżeństwa brane pod uwagę jako kandydaci do Szkoły Gilead proszone są przez Biuro Oddziału o wypełnienie zgłoszenia. Kandydaci brani są obecnie pod uwagę również spośród absolwentów Kursu Biblijnego dla Małżeństw. Misjonarze terenowi są zazwyczaj wysyłani na tereny zagraniczne. Wielu z nich poświęca 100 godzin miesięcznie na służbę kaznodziejską. Ze względu na charakter wykonywanej służby misjonarze terenowi należą do Ogólnoświatowej Wspólnoty Specjalnych Sług Pełnoczasowych Świadków Jehowy. We wrześniu 2021 roku na świecie było 675 członków Komitetów Oddziałów i 17 członków Komitetów Kraju. Spośród nich 355 jest absolwentami Szkoły Gilead, z tego 221 ukończyło ją w ciągu ostatnich 10 lat. Program zajęć opracowuje i realizuje Dział Szkoleń Teokratycznych, który nadzoruje Komitet Nauczania Ciała Kierowniczego Świadków Jehowy.

## Wykładowcy (lista niepełna)
Zajęcia prowadzą wykładowcy z Działu Szkoleń Teokratycznych oraz inni wykładowcy w tym członkowie Ciała Kierowniczego. Dotychczasowi wykładowcy: Karl Adams, Victor Blackwell, Lawrance Bowen, Michael Burnett, James Cauthon, Richard Chilton, Jeremy Clarke, Edward A. Dunlap – były sekretarz szkoły, Frederick W. Franz – były rektor szkoły, Maxwell G. Friend, Ulysses V. Glass, Harold Jackson, Eduardo Keller, Nathan H. Knorr, Russell Kurzen, Trent Lippold, Wallace Liverance – były sekretarz szkoły, Mark Noumair, Harry Peloyan, Jack Redfort, Fred Rusk, Sam Roberson, William Samuelson, Albert D. Schroeder – były sekretarz szkoły, Robert Wallen, W. Wilkinson.

## Klasy
(Uroczyste rozdanie dyplomów; liczba studentów)
- 156. — 14 września 2024 — 48 (Centrum Szkoleniowe Towarzystwa Strażnica (CSTS))[4]
- 155. — 9 marca 2024 — 48 (CSTS))[5]
- 154. — 9 września 2023 — 48 (CSTS)[89]
- 153. — 11 marca 2023 — 48 (CSTS)[6]
- 152. — 10 września 2022 — 24 (CSTS)[7]
- 151. — 12 marca 2022 — 24 (CSTS)[90]
- 150. — 11 września 2021 — 24 (CSTS)[9]
- 149. — 16 stycznia 2021 — 25 (CSTS)[91]
- 148. — 14 marca 2020 — 55 (CSTS)[39]
- 147. — 14 września 2019 — 56 (CSTS)[92]
- 146. — 9 marca 2019 — 56 (CSTS)[37]
- 145. — 8 września 2018 — 48 (CSTS)[93]
- 144. — 10 marca 2018 — 45 (CSTS)[94]
- 143. — 9 września 2017 — 48 (CSTS)[95]
- 142. — 12 marca 2017 — 44 (CSTS)[96]
- 141. — 10 września 2016 — 48 (CSTS)[97]
- 140. — 12 marca 2016 — 44 (CSTS)[98]
- 139. — 12 września 2015 — 46 (CSTS)[99]
- 138. — 14 marca 2015 — 48 (CSTS)[100][101]
- 137. — 13 września 2014 — 48 (CSTS)[102][103]
- 136. — 8 marca 2014 — 48 (CSTS)[104][105]
- 135. — 14 września 2013 — 48 (CSTS)[106][107]
- 134. — 9 marca 2013 — 48 (CSTS)[108][109]
- 133. — 8 września 2012 — 48 (CSTS)[110][111]
- 132. — 10 marca 2012 — 50 (CSTS)
- 131. — 10 września 2011 — 56 (CSTS)
- 130. — 12 marca 2011 — 54 (CSTS)
- 129. — 11 września 2010 — 56 (CSTS)
- 128. — 13 marca 2010 — 54 (CSTS)
- 127. — 12 września 2009 — 56 (CSTS)
- 126. — 14 marca 2009 — 56 (CSTS)
- 125. — 13 września 2008 — 56 (CSTS)
- 124. — 8 marca 2008 — 56 (CSTS)
- 123. — 8 września 2007 — 56 (CSTS)
- 122. — 10 marca 2007 — 56 (CSTS)
- 121. — 9 września 2006 — 56 (CSTS)
- 120. — 11 marca 2006 — 52 (CSTS)
- 119. — 10 września 2005 — 56 (CSTS)
- 118. — 12 marca 2005 — 46 (CSTS)
- 117. — 11 września 2004 — 48 (CSTS)
- 116. — 13 marca 2004 — 46 (CSTS)
- 115. — 13 września 2003 — 48 (CSTS)
- 114. — 8 marca 2003 — 48 (CSTS)
- 113. — 14 września 2002 — 46 (CSTS)
- 112. — 9 marca 2002 — 48 (CSTS)
- 111. — 8 września 2001 — 48 (CSTS)
- 110. — 10 marca 2001 — 48 (CSTS)
- 109. — 9 września 2000 — 48 (CSTS)
- 108. — 11 marca 2000 — 46 (CSTS)
- 107. — 11 września 1999 — 48 (CSTS)
- 106. — 13 marca 1999 — 48 (CSTS)
- 105. — 12 września 1998 — 48 (CSTS)
- 104. — 14 marca 1998 — 48 (CSTS)
- 103. — 6 września 1997 — 48 (CSTS)
- 102. — 1 marca 1997 — 48 (CSTS)
- 101. — 7 września 1996 — 48 (CSTS)
- 100. — 2 marca 1996 — 48 (CSTS)
- 99. — 2 września 1995 — 48 (CSTS)
- 98. — 5 marca 1995 — 48 (Farmy Strażnicy, Wallkill (FS))
- 97. — 4 września 1994 — 48 (FS)
- 96. — 6 marca 1994 — 46 (FS)
- 95. — 12 września 1993 — 46 (FS), uroczystość rozdania dyplomów w Sali Zgromadzeń Świadków Jehowy w Jersey City[112]
- 94. — 7 marca 1993 — 48 (FS)
- 93. — 13 września 1992 — 48 (FS)
- 92. — 1 marca 1992 — 22 (FS)
- 91. — 8 września 1991 — 24 (FS)
- 90. — 3 marca 1991 — 24 (FS)
- 89 — 9 września 1990 — 24 (FS)
- 88. — 4 marca 1990 — 24 (FS)
- 87. — 10 września 1989 — 24 (FS)
- 86. — 5 marca 1989 — 24 (FS)
- 85. — 11 września 1988 — 22 (FS)
- 84. — 6 marca 1988 — 24 (FS)
- 83. — 6 września 1987 — 24 (Biuro Główne Świadków Jehowy, Brooklyn, Nowy Jork (BG))
- 82. — 1 marca 1987 — 24 (BG)
- 81. — 9 września 1986 — 23 (BG)
- 80. — 2 marca 1986 — 24 (BG)
- 79. — 8 września 1985 — 24 (BG)
- 78. — 3 marca 1985 — 42 (BG)
- 77. — 9 września 1984 — 37 (BG)
- 76. — 4 marca 1984 — 40 (BG)
- 75. — 11 września 1983 — 38 (BG)
- 74. — 6 marca 1983 — 38 (BG)
- 73. — 12 września 1982 — 38 (BG)
- 72. — 7 marca 1982 — 42 (BG)
- 71. — 13 września 1981 — 27 (BG)
- 70. — 8 marca 1981 — 49 (BG)
- 69. — 14 września 1980 — 50 (BG)
- 68. — 9 marca 1980 — 45 (BG)
- 67. — 16 września 1979 — 51 (BG)
- 66. — 11 marca 1979 — 26 (BG)
- 65. — 10 września 1978 — 29 (BG)
- 64. — 5 marca 1978 — 24 (BG)
- 63. — 11 września 1977 — 23 (BG)
- 62. — 10 kwietnia 1977 — 27 (BG)
- 61. — 5 września 1976 — 26 (BG)
- 60. — 7 marca 1976 — 25 (BG)
- 59. — 7 września — 26 (BG)
- 58. — 2 marca 1975 — 25 (BG)
- 57. — 8 września 1974 — 25 (BG)
- 56. — 4 marca 1974 — 50 (BG)
- 55. — 10 września 1973 — 50 (BG)
- 54. — 5 marca 1973 — 49 (BG)
- 53. — 1 października 1972 — 48 (BG)
- 52. — 6 marca 1972 — 97 (BG)
- 51. — 7 września 1971 — 100 (BG)
- 50. — 7 marca 1971 — 50 (BG)
- 49. — 13 września 1970 — 70 (BG)
- 48. — 8 marca 1970 — 54 (BG)
- 47. — 9 marca 1969 — 97 (BG)
- 46. — 8 września 1968 — 99 (BG)
- 45. — 10 marca 1968 — 101 (BG)
- 44. — 10 września 1967 — 102 (BG)
- 43. — 12 marca 1967 — 103 (BG)[113]
- 42. — 11 września 1966 — 106 (BG)[114]
- 41. — 22 lutego 1966 — 103 (BG) – 5-miesięczne szkolenie[115]
- 40. — 13 września 1965 — 108 (BG)[116]
- 39. — 23 listopada 1964 — 100 (BG) – 10-miesięczne szkolenie[85]
- 38. — 25 listopada 1963 — 103 (BG) – 10-miesięczne szkolenie
- 37. — 26 listopada 1962 — 103 (BG) – 10-miesięczne szkolenie
- 36. — 27 listopada 1961 — 100 (BG) – 10-miesięczne szkolenie[117]
- 35. — 24 lipca 1960 — 84 (Farma Królestwa South Lansing (FK))
- 34. — 7 lutego 1960 — 77 (FK)
- 33. — 2 sierpnia 1959 — 82 (FK)
- 32. — 15 lutego 1959 — 130 (FK)
- 31. — 27 lipca 1958 — 103 (FK), uroczystość rozdania dyplomów podczas kongresu pod hasłem „Wola Boża” na nowojorskim stadionie Yankee
- 30. — 9 lutego 1958 — 109 (FK)
- 29. — 28 lipca 1957 — 103 (FK)
- 28. — 3 lutego 1957 — 105 (FK)
- 27. — 29 lipca 1956 — 108 (FK)
- 26. — 12 lutego 1956 — 106 (FK)
- 25. — 23 lipca 1955 — 102 (FK), uroczystość rozdania dyplomów na stadionie Yankee w Nowym Jorku
- 24. — 6 lutego 1955 — 101 (FK)
- 23. — 23 lipca 1954 — 116 (FK), uroczystość rozdania dyplomów podczas zgromadzenia okręgowego w Toronto (Kanada)
- 22. — 7 lutego 1954 — 120 (FK)
- 21. — 19 lipca 1953 — 127 (FK), uroczystość rozdania dyplomu podczas kongresu pod hasłem „Społeczeństwo Nowego Świata” na stadionie Yankee
- 20. — 8 lutego 1953 — 112 (FK)
- 19. — 26 lipca 1952 — 111 (FK)
- 18. — 10 lutego 1952 — 99 (FK)
- 17. — 22 lipca 1951 — 119 (FK)
- 16. — 11 lutego 1951 — 125 (FK)
- 15. — 30 lipca 1950 — 117 (FK), uroczystość rozdania dyplomów podczas kongresu pod hasłem  „Rozrost Teokracji” na stadionie Yankee
- 14. — 4 lutego 1950 — 99 (FK)
- 13. — 31 lipca 1949 — 103 (FK)
- 12. — 6 lutego 1949 — 101 (FK)
- 11. — 1 sierpnia 1948 — 108 (FK)
- 10. — 8 lutego 1948 — 90 (FK)
- 9. — 3 sierpnia 1947 — 88 (FK)
- 8. — 9 lutego 1947 — 94 (FK)
- 7. — 28 lipca 1946 — 93 (FK)
- 6. — 21 stycznia 1946 — 86 (FK)
- 5. — 30 lipca 1945 — 94 (FK)
- 4. — 22 stycznia 1945 — 97 (FK)
- 3. — 31 lipca 1944 — 86 (FK)
- 2. — 31 stycznia 1944	— 100 (FK)
- 1. — 23 czerwca 1943 — 100 (FK)

## Kurs dla Ewangelizatorów Królestwa
Kurs dla Ewangelizatorów Królestwa (ang. School for Kingdom Evangelizers) – bezpłatne szkolenie organizowane od września 2014 roku, w Polsce pierwsza klasa rozpoczęła naukę w marcu 2015 roku (do listopada 2024 roku naukę zakończyło 41 klas: m.in. w Bydgoszczy, Gdańsku, Głogowie, Gorzowie Wielkopolskim, Jeleniej Górze, Kołobrzegu, Kielcach, Krakowie, Lublinie, Łodzi, Mostach, Piotrkowie Trybunalskim, Poznaniu, Sanoku, Sosnowcu, Szczecinie, Warszawie i Zabrzu). Absolwenci kursu w Polsce usługują m.in. w Bułgarii, na Cyprze, w Holandii, w Kanadzie, w Kirgistanie, na Litwie, na Łotwie, w Polsce, w Niemczech, w Słowenii i w Tajlandii. Szkolenie zastąpiło Kurs Biblijny dla Braci oraz Kurs Biblijny dla Małżeństw. Ten dwumiesięczny kurs został przewidziany dla doświadczonych pionierów gotowych opuścić rodzinne strony i działać tam, gdzie są potrzebni. Z kursu mogą korzystać Świadkowie Jehowy w wieku od 21 do 65 lat – zarówno osoby w stanie wolnym, jak i małżeństwa, którzy cieszą się dobrym zdrowiem, są przynajmniej od dwóch lat pionierami, mężczyźni również od dwóch lat starszymi lub sługami pomocniczymi, a małżeństwa muszą być także przynajmniej dwa lata po ślubie. Absolwenci kursu, którzy nie ukończyli 50 lat, mogą być skierowani jako czasowi pionierzy specjalni na odległe lub trudno dostępne tereny. Niektórzy absolwenci zostają zamianowani jako tymczasowi pionierzy specjalni, po corocznej analizie ich działalności. Spośród nich niektórzy z nich mogą zostać misjonarzami terenowymi na początek na okres 3 lat. W związku z pandemią COVID-19 od 14 marca 2020 roku do 31 grudnia 2022 roku zajęcia kursu były zawieszone. Na rok 2024 na całym świecie zaplanowano szkolenie 140 klas. Szkolenie prowadzą wykładowcy terenowi.

## Dawne kursy

### Kurs Biblijny dla Braci

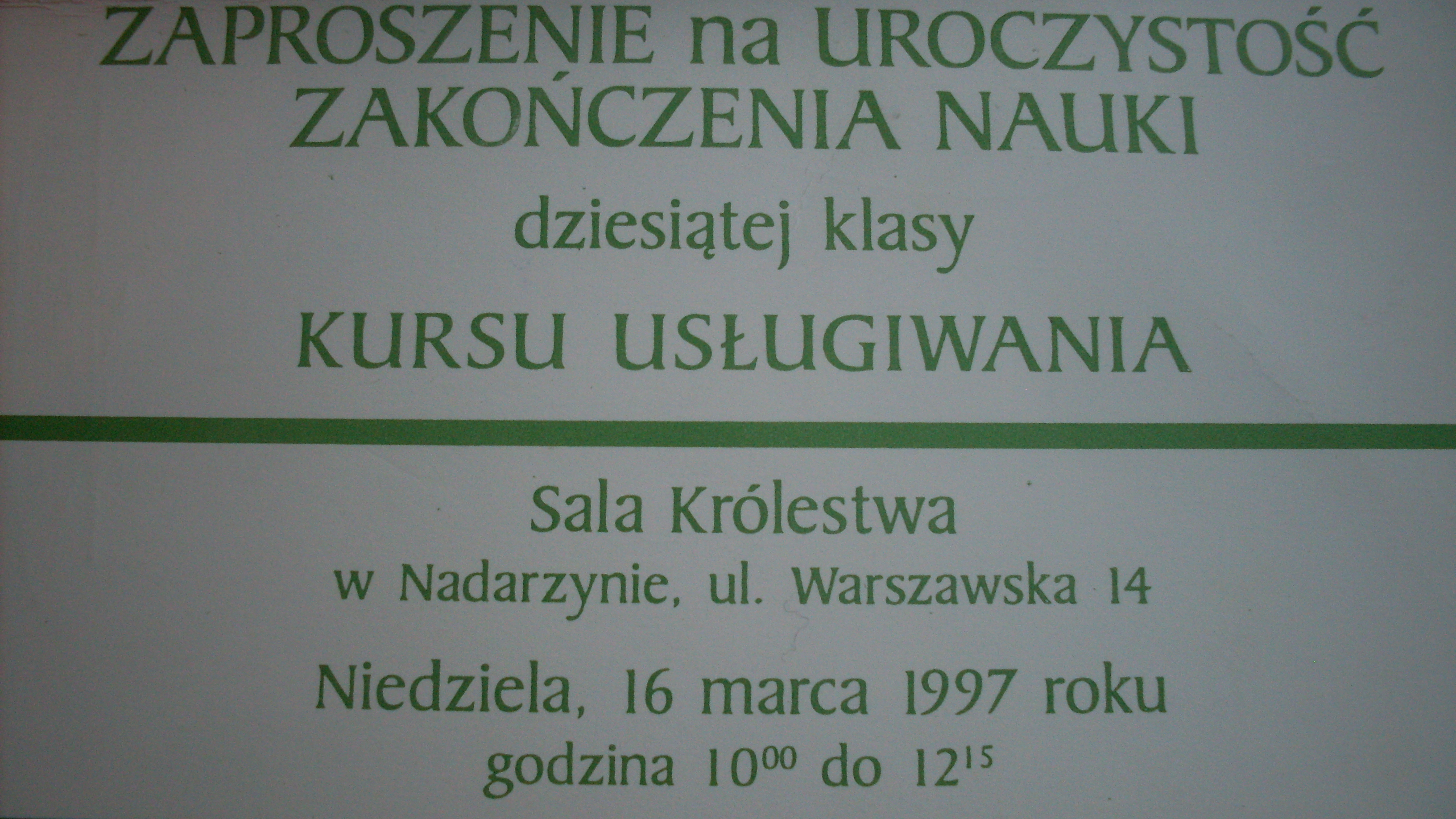
Zaproszenie na zakończenie Kursu Usługiwania

Kurs Biblijny dla Braci (ang. Bible School for Single Brothers; dawniej Kurs Usługiwania ang. Ministerial Training School) – kurs organizowany przez Świadków Jehowy w latach 1987–2014, wprowadzony w październiku 1987 roku w Pittsburghu (Stany Zjednoczone), jako filia Biblijnej Szkoły Strażnicy – Gilead.
Ten ośmiotygodniowy kurs został zorganizowany w 43 krajach, prowadzony w 21 językach. Również w Polsce, od 18 listopada 1993 roku do 23 listopada 2014 roku, odbyło się 44 takich kursów (klas). Skorzystało z nich około 1000 starszych zboru i sług pomocniczych w stanie wolnym – w wieku 23 do 62 lat – z tego ok. 80 usługuje na terenach zagranicznych. Pozostałym wymaganiem było nieprzerwane usługiwanie przynajmniej przez okres dwóch lat w charakterze starszych lub sług pomocniczych. Od 2002 roku odbywał się w Centrum Kongresowym Świadków Jehowy w Sosnowcu. Na świecie do końca 2011 roku skorzystało z niego 37 445 osób. Od października 2010 roku Kurs Usługiwania nazwany został Kursem Biblijnym dla Braci. Celem kursu było wnikliwe poznawanie Biblii. Studenci uczyli się, jak są zorganizowani religijnie Świadkowie Jehowy i jak sami mogą jeszcze skuteczniej posługiwać się Pismem Świętym podczas głoszenia ludziom oraz zebrań zborowych. Rozwijają umiejętność publicznego przemawiania. Absolwenci tego kursu usługują obecnie w 117 spośród 240 krajów, w których działają Świadkowie Jehowy. Część z nich po ukończeniu szkolenia wyjechała na przydzielone tereny krajowe, zagraniczne, lub obcojęzyczne. Podczas kursu studenci posługiwali się Pismem Świętym w Przekładzie Nowego Świata i publikacjami Świadków Jehowy.

### Kurs Biblijny dla Małżeństw
Kurs Biblijny dla Małżeństw (ang. Bible School for Christian Couples) – szkolenie wprowadzone w październiku 2011 roku w Centrum Szkoleniowym Towarzystwa Strażnica w Patterson (Stany Zjednoczone), a w Polsce w 2013 roku, organizowany był do 2014 roku. Ten dwumiesięczny kurs dla małżeństw Świadków Jehowy w wieku od 25 do 50 lat, które cieszyli się dobrym zdrowiem, byli co najmniej dwa lata po ślubie, minimum dwa lata pionierami. Mąż musiał przynajmniej od dwóch lat nieprzerwanie usługiwać jako starszy zboru lub sługa pomocniczy. Kurs ten poświęcony był wnikliwemu poznawaniu Biblii. Zapewniał małżeństwom szkolenie, dzięki któremu mogli w jeszcze pełniejszej mierze być użyteczne Jehowie Bogu i Jego organizacji. Pary otrzymali przydział terenów na terenie swojego kraju, a niektórzy skierowani zostali zagranicę. Podczas kursu studenci posługiwali się Pismem Świętym w Przekładzie Nowego Świata i publikacjami Świadków Jehowy. W Polsce do listopada 2014 roku odbyło się pięć takich kursów (klas) (w Słupsku, Krakowie, Lublinie, Chorzowie i Łodzi), których absolwenci usługują m.in. w Bułgarii, Irlandii, Niemczech, Polsce i Słowenii.